# Hazarder (1961.)
Hazarder (eng. The Hustler) je drama iz 1961. o sitnom biljarskom izazivaču, "Brzom Eddieju" Felsonu, i njegovoj želji da se dokaže kao najbolji igrač u zemlji tako što će poraziti legendarnog "Minnesota Fatsa". Nakon što je izgubio od Fatsa i povezao se s beskrupuloznim menadžerom Bertom Gordonom, Eddie se vraća i porazi Fatsa, ali tek nakon što je platio užasnu osobnu cijenu.
Hazarder je adaptacija istoimenog romana Waltera Tevisa iz 1959. Sidney Carroll i Robert Rossen adaptirali su roman za film. Rossen je režirao film, sniman na lokaciji u New Yorku. U glavnim ulogama pojavljuju se Paul Newman kao Eddie Felson, Jackie Gleason kao Minnesota Fats, Piper Laurie kao Sarah i George C. Scott kao Bert.
Film je postigao veliki kritički i komercijalni uspjeh te stekao status modernog klasika. Svojim prikazom pobjeđivanja, poraza i karakterizacije zaradio je brojne velike nagrade; često mu se pripisuje zasluga za oživljavanje zanimanja za biljar.

## Radnja
Sitni izazivač na pool biljaru "Brzi Eddie" Felson putuje po zemlji sa svojim partnerom Charliejem kako bi izazvao legendarnog igrača "Minnestota Fatsa". Stigavši u Ames, Fatsovu domaću dvoranu za pool biljar, Eddie izjavi kako će te noći osvojiti deset tisuća dolara. Fats stiže i on i Eddie se dogovore kako će igrati za 200 dolara po partiji. Nakon početnog gubitka, Eddie uspijeva zaraditi tisuću dolara i predloži da ta svota bude novi ulog za partiju; Fats pristane. Pošalje kurira zvanog Propovjednik u Johnnyjev bar, navodno po bocu viskija, a zapravo po profesionalnog kockara Berta Gordona. Eddie zaradi 11 tisuća dolara, a Charlie ga pokuša nagovoriti da odustane, ali Eddie inzistira na tome da će igra završiti tek kad Fats rekne da je gotovo. Fats pristane da nastave nakon što Bert nazove Eddieja "gubitnikom". Nakon 25 sati i cijele boce burbona, Eddie vodi za 18 tisuća dolara, ali izgubi sve osim 200 dolara svoga originalnog uloga. Kasnije u svojem hotelu, Eddie ostavi pola svog preostalog uloga usnulom Charlieju i ode.
Eddie stavi svoje stvari u lokalni autobusni terminal, gdje upoznaje Sarah Packard, hromu alkoholičarku "studenticu". Zatim je opet susreće u lokalu. Odlaze u njezin stan, ali ona ga odbije primiti, rekavši kako je on "previše gladan". Eddie se useli kao podstanar i počne se kladiti na sitne uloge. Opet susreće Saru, a ona ga ovaj put prima, ali uz određene uvjete.
Charlie pronađe Eddieja kod Sarah i pokuša ga nagovoriti da se vrati starim navikama. Eddie odbije, a Charlie pomisli kako namjerava ponovno izazvati Fatsa. Eddie shvati kako je Charlie prokockao svoj ulog i razbjesni se, vjerujući kako je s tim novcem mogao ponovno izazvati Fatsa. Eddie odbaci Charlieja kao uplašenog starca i kaže mu da "ode leći i umrijeti" sam.
U Johnnyjevu baru, Eddie ugleda partiju pokera čiji je sudionik i Bert, a Eddie izgubi 20 dolara. Nakon partije, Bert kaže Eddieju da ima talenta za pool biljar, ali ne i karakter. Izračuna kako će Eddieju biti potrebno bar tri tisuće dolara da opet izazove Fatsa. Bert ga nazove "rođenim gubitnikom", ali ipak mu ponudi ulog uz 75 posto profita. Eddie odbije.
Eddie izazove lokalnog majstora pool biljara, koji mu nakon partije slomi palce. Sarah se pobrine za njega i kaže mu da ga voli, ali on ne uspijeva izustiti ni riječi. Nakon što su mu se palci oporavili, Eddie pristane na Bertove uvjete, odlučivši da je "25 posto nečega bolje nego sto posto ničega."
Bert, Eddie i Sarah otputuju u Louisville u Kentucky na Kentucky Derby, gdje Bert dogovori meč za Eddieja protiv lokalnog bogataša Findleyja. Ispostavi se da se radi o biljaru, a ne o poolu. Eddie pretrpi težak poraz, a Bert ga odbije dalje financirati. Sarah zamoli Eddieja da pođe s njom, rekavši kako je svijet u kojem on živi i njegovi stanovnici "izopačen, prepreden i obogaljen", ali on odbije. Vidjevši Eddiejev gnjev, Bert pristane na nastavak meča s ulogom od tisuću dolara po partiji. Eddie se vraća i osvaja 12 tisuća dolara. Pokupi svoje tri tisuće i odluči se vratiti u hotel. Bert stiže prvi i seksualno iskoristi Sarah. Ona kasnije na zrcalu u kupaonici ružom za usne napiše IZOPAČEN, PREPREDEN i OBOGALJEN. Eddie se vraća u hotel i saznaje kako je se ubila.
Eddie ponovno izazove Fatsa, stavivši svih tri tisuće dolara na jednu partiju. Pobjeđuje partiju za partijom, porazivši Fatsa tako da ovaj biva prisiljen odustati. Bert zatraži udio od Eddiejeva profita, čime priziva uspomenu na Sarah čime se posrami samog sebe i odustane od zahtjeva.

## Glumci
- Paul Newman kao Eddie Felson
- Jackie Gleason kao Minnesota Fats
- Piper Laurie kao Sarah Packard
- George C. Scott kao Bert Gordon
- Myron McCormick kao Charlie
- Murray Hamilton kao Findley
- Stefan Gierasch kao Propovjednik

Prvak u pool biljaru Willie Mosconi pojavljuje se u cameo ulozi kao Willie, koji drži uloge za Eddiejeve i Fatsove partije. Boksački prvak Jake LaMotta pojavljuje se u ulozi barmena.

## Produkcija
Tevisov roman otkupljivan je nekoliko puta: jednom ga je otkupio Frank Sinatra, ali pokušaji adaptacije bili su neuspješni. Kćer redatelja Rossena Carol Rossen nagađa kako su se prethodne adaptacije previše fokusirale na aspekte igre, a nedovoljno na ljudsku interakciju. Rossen, koji je i sam igrao na uloge u mladosti i koji je neuspješno pokušao napisati dramu na tu temu zvanu Corner Pocket, otkupio je prava na knjigu sa Sidneyjem Carrollom.
Prema riječima agenta Bobbyja Darina, Martina Bauma, agent Paula Newmana je odbio ulogu Brzog Eddieja. Newman isprva nije mogao preuzeti ulogu jer je nastupao s Elizabeth Taylor u filmu Dvoje na njihaljci. Rossen je ponudio ulogu Darinu nakon što ga je vidio u emisiji The Mike Wallace Interview. Kad je Taylor bila prisiljena odustati od Njihaljke zbog presnimavanja Kleopatre, Newman je dobio slobodne ruke da preuzme ulogu, koju je prihvatio nakon što je pročitao samo pola scenarija. Nitko povezan s produkcijom nije službeno obavijestio Darina ili njegove predstavnike da je zamijenjen; to su otkrili od člana publike na dobrotvornoj utrci konja.
Rossen je snimio Hazardera za šest tjedana, u cijelosti u New Yorku. Većina scena igre snimljeno je u danas napuštenim igraonicama pool biljara, McGirr i Ames Billiard Academy. Druge lokacije snimanja uključivale su gradsku kuću u 82. ulici, koja je poslužila kao dom Findleyja u Louisvilleu. Filmska ekipa sagradila je na autobusnom terminalu Greyhound restoran koji je bio toliko realističan da je zbunjivao putnike koji su sjedili ondje i čekali da im netko uzme narudžbu. Willie Mosconi bio je tehnički savjetnik na filmu te snimio brojne zahtjevne poteze umjesto glumaca. Rossen, u potrazi za stilom koji je nazvao "neo-neo-realističnim", unajmio je prave ulične nasilnike, upisao ih u Ceh američkih glumaca te ih koristio kao statiste.
Početkom snimanja najviše se pozornosti posvećivalo igri, ali tijekom snimanja Rossen je odlučio više naglasiti ljubavnu priču između Newmana i Lauriena lika. Unatoč tim promjenama, Rossen je i dalje koristio razne pool igre kako bi pokazao osnaženje Eddiejeva karaktera i evoluciju njegova odnosa s Bertom i Sarah, kroz pozicioniranje likova u kadru. Na primjer, kad Eddie igra s Findleyjem, Eddie je pozicioniran ispod Berta u dvostrukom kadru, ali iznad Findleyja iako još ispod Berta u trostrukom kadru. Kad Sarah uđe u sobu, ona je ispod Eddieja u dvostrukom kadru dok je u trostrukom kadru Eddie i dalje ispod Berta. Kad Eddie kleči nad Sarinim tijelom, Bert se ponovno pojavljuje iznad njega, ali Eddie napada Berta, s time da završava na njemu. Eddie se konačno pojavljuje iznad Berta u dvostrukom kadru nakon što je porazio Fatsa.
Scene koje su uključene u konačni scenarij, ali se nisu pojavile u filmu uključuju scenu u dvorani za pool biljar Ames koja pokazuje Eddieja na putu u grad (koja je originalno trebala biti prva scena u filmu) te duža scena Propovjednika koji razgovara s Bertom u Johnnyjevu baru u kojoj se otkriva kako je Propovjednik narokoman.

## Teme
Hazarder je u svom temelju priča o tome što znači biti ljudsko biće u kontekstu pobjeđivanja i gubljenja. Opisujući film, Robert Rossen je rekao: "Moj protagonist, Brzi Eddie, želi postati veliki igrač pool biljara, ali film zapravo govori o preprekama na koje nailazi u pokušaju da se dokaže kao ljudsko biće. Samosvijest dostiže tek nakon užasne osobne tragedije koju je prouzročio - a tada pobjeđuje u svojoj partiji poola." Roger Ebert navodi Hazardera kao "jedan od nekolicine američkih filmova u kojima junak pobjeđuje predajom, prihvaćanjem stvarnosti umjesto svojih snova."
Filmski i kazališni povjesničar Ethan Mordden naveo je Hazardera kao jedan od tek nekoliko filmova iz ranih šezdesetih koji je redefinirao odnos filmova s njihovom publikom. Ovaj odnos, piše, "jedan je od izazova, a ne dodvoravanja, sumnje, a ne sigurnosti." Nijedan film iz pedesetih, primjećuje Mordden, "nije prikazao takvu brutalnu, jasnu sliku potvrđivanja ega u natjecanju jedan na jedan, nehumanost pobjednika ili kastriranu ranjivost gubitnika." Iako su neki sugerirali sličnost filma s klasičnim film noirom, Mordden odbacuje takvu usporedbu navodeći Rossenov ultra-realistični stil, dodavši kako filmu nedostaje "Fatalna žena noira ili privlačnost otkrivanja zločina među buržoazijom, gladnih bankovnih službenika i pohotnih žena." Mordden ipak kaže kako kako Brzi Eddie "posjeduje neke osobine pedesetih", lik "ostvaruje konačnu pobjedu izvanrednim osjećajem grubijana iz ere 'buntovnika' ... ali završava potragom za vlastitim osjećajima" i govoreći Bertu da je Bert gubitnik jer je mrtav iznutra.

## Reakcije

### Kritike
Hazarder je svjetsku premijeru doživio u Washingtonu 25. rujna 1961. Prije premijere, Richard Burton je vodio ponoćno prikazivanje filma za glumce iz broadwayskih predstava, što je rezultiralo pozitivnom usmenom predajom. 20th Century Fox isprva nije bio spreman promovirati film, ali ubrzo je pristupio marketinškim aktivnostima.
Film je dočekan pozitivnim kritikama, uz poneke prosvjede. Variety je hvalio "solidne izvedbe" cijele glumačke postave, ali i prigovorio da su "otrcani aspekti" priče spriječili da film ostvari "cilj da postane čista zabava". Dodali su kako je film predug. Stanley Kauffman, pišući za The New Republic, djelomično se nadovezao na ovaj osvrt. Kauffman je pohvalio glavne glumce, nazvavši Newmana "prvorazrednim" te dodavši kako je Scott "odigrao najuvjerljiviju ulogu do sada". Laurie je, piše, dala svojoj ulozi "dirljive elemente tjeskobe" (iako ju je kritizirao zbog prevelikog oslanjanja na metodičnu glumu). Iako je smatrao kako scenarij "snažno teži dvorani za pool biljar ozračje prijetnje i kriminalnosti" te da je "pun pseudo-značenja", Kauffman je pohvalio Rossenovu "sigurnu, ekonomičnu" režiju, posebno u odnosu na Gleasona koji, kaže, toliko ne glumi koliko "pozira za niz slika koje je Rossen dobro aranžirao. To je najbolje korištenje čovječuljka od strane redatelja još otkad je Kazan fotografirao Burla Ivesa kao Big Daddyja." The New York Times je, unatoč mišljenju kako je film "malo zalutao" te da se romansa između Newmana i Laurie "čini pomalo nategnuta", bio mišljenja kako Hazarder "snažno progovara univerzalnim jezikom koji oduševljava i otkriva gorku istinu."

### Nagrade
Hazarder je nominiran za devet Oscara. Film je osvojio dva, za najbolju scenografiju (Harry Homer i Gene Callahan) i najbolju crno bijelu fotografiju (Eugen Schüfftan). Nominiran je i za najbolji film, a Newman za najboljeg glavnog glumca. Gleason i Scott bili su nominirani za najboljeg sporednog glumca; Scott je odbio nominaciju. Laurie je bila nominirana za najbolju sporednu glumicu. Rossen je nominiran za najboljeg redatelja te, zajedno s Carrollom, za najbolji adaptirani scenarij.
Newman je bio nominiran za Zlatni globus za najboljeg glumca, a Gleason i Scott za najboljeg sporednog glumca; Scott je bio nominiran i za najbolju novu zvijezdu godine.
Na dodjeli BAFTA nagrada 1962. Hazarder se izjednačio sa sovjetskim filmom Balada o vojniku kao najbolji film. Newman je osvojio nagradu za najboljeg stranog glumca, a Piper Laurie je bila nominirana za najbolju stranu glumicu. Gleason je nagrađen kao najbolji sporedni glumac od strane Nacionalnog ureda za kritiku, a film se našao na popisu deset najboljih filmova 1961. po izboru Ureda. Rossen je primio nagradu za najboljeg redatelja Kruga filmskih kritičara New Yorka, dok je s Carrollom podijelio nagradu za najbolje napisanu dramu Ceha američkih scenarista.

### Ostavština
U desetljećima nakon premijere, Hazarder je zacementirao svoj status klasika. Na Rotten Tomatoesu ima 97 posto pozitivnih kritika. Roger Ebert, naglašavajući ranije pohvale za izvedbe, režiju i fotografiju te dodajući priznanje montažeru Dedeu Allenu, navodi kako je film "jedan od onih gdje scene imaju takvu fizičku težinu da nam rastu u sjećanju." TV Guide naziva film "mračnim omamljivačem" koji nudi "okrutni svijet čija je jedina svijetla točka stol za pool biljar, ali s likovima koji zadržavaju pohabanu plemenitost i otmjenost." Ponovno se ističu četiri glavne glumačke izvedbe, a film se preporučuje kao "nezaobilazan".
Paul Newman reprizirao je svoju ulogu Brzog Eddieja Felsona u Boji novca iz 1986., za koju je osvojio Oscar za najboljeg glumca. Brojni promatrači i kritičari sugerirali su kako je taj Oscar kompenzacija za njegovu izvedbu u Hazarderu.
Kongresna knjižnica izabrala je 1997. Hazardera za pohranu u Nacionalnom filmskom arhivu Sjedinjenih Država kao "kulturno, povijesno ili estetski značajan". Scenarij Carrolla i Rossena izabran je od strane Ceha američkih scenarista 2006. kao 96. najbolji filmski scenarij svih vremena.
U lipnju 2008., Američki filmski institut je objavio svoj "Ten top Ten" - deset najboljih filmova u deset "klasičnih" američkih filmskih žanrova - nakon anketiranja preko više od 1500 ljudi iz kreativne zajednice, Hazarder je proglašen šestim najboljim filmom u sportskom žanru.
Hazarder se često navodi kao glavni poticaj oživljavanju zanimanja za pool biljar u Sjedinjenim Državama, koji je desetljećima stagnirao. Film je donio i priznanje Willieju Mosconiju, koji je, unatoč osvajanju nekoliko svjetskih prvenstava, bio praktički nepoznat široj publici.
Vjerojatno najviše koristi od popularnosti filma je imao stvarni pool biljar izazivač Rudolf Wanderone. Mosconi je u intervjuu u vrijeme premijere filma tvrdio kako je lik Minnesota Fatsa temeljen na Wanderoneu, koji je u to vrijeme bio poznat kao "New York Fatty". Wanderone je istog trenutka preuzeo nadimak Minnesota Fats te prenio svoju povezanost u ugovore za knjigu, televiziju i slično. Pisac Walter Tevis poricao je do kraja života da je Wanderone igrao ikakvu ulogu u stvaranju lika. I drugi igrači su, s više ili manje vjerodostojnosti, tvrdili kako su poslužili kao modeli za Brzog Eddieja, uključujući Ronnieja Allena, Eda Taylora, Eda Parkera i Eddieja Pelkeyja.

## Vanjske poveznice
- Hazarder na Filmsite.org
- Hazarder u internetskoj bazi filmova IMDb-a
- Hazarder na Rotten Tomatoes